# Palazzo Rospigliosi Pallavicini
Palazzo Rospigliosi Pallavicini si trova in piazza del Carmine 21 a Firenze. È sede del Collegio Missionario Femminile di San Francesco d'Assisi delle Suore Francescane Missionarie di Maria.

## Storia

### Origini
La sistemazione urbanistica di piazza del Carmine risale al 1330. Il palazzo era un antico possedimento dei camaldolesi e nel catasto del 1427 venne dichiarato di proprietà di Messer Michele d'Arrigo di Gardo, con dimensioni vicine a quelle attuali. Nel 1472 la casa venne venduta a Giacchinetto di Ricciardo Cavalcanti e nel 1472 è acquistata da Niccolò di Zanobi Borgherini per 1070 fiorini d'oro. A quell'epoca risale la creazione del tabernacolo su piazza Piatellina e la creazione del palazzo vero e proprio.

### XVI e XVII secolo
Nel XVI secolo aveva raggiunto una tale importanza nel quartiere da venire raffigurato prospetticamente nelle piante cittadine dell'epoca, al pari dei più importanti monumenti della zona, come il Carmine, San Frediano, la Nunziatina e San Salvatore a Camaldoli: per la vicinanza con Palazzo Pitti infatti veniva spesso abitato da importanti funzionari della corte granducale. In queste mappe si nota come il fronte sulla piazza fosse già simile a quello odierno.

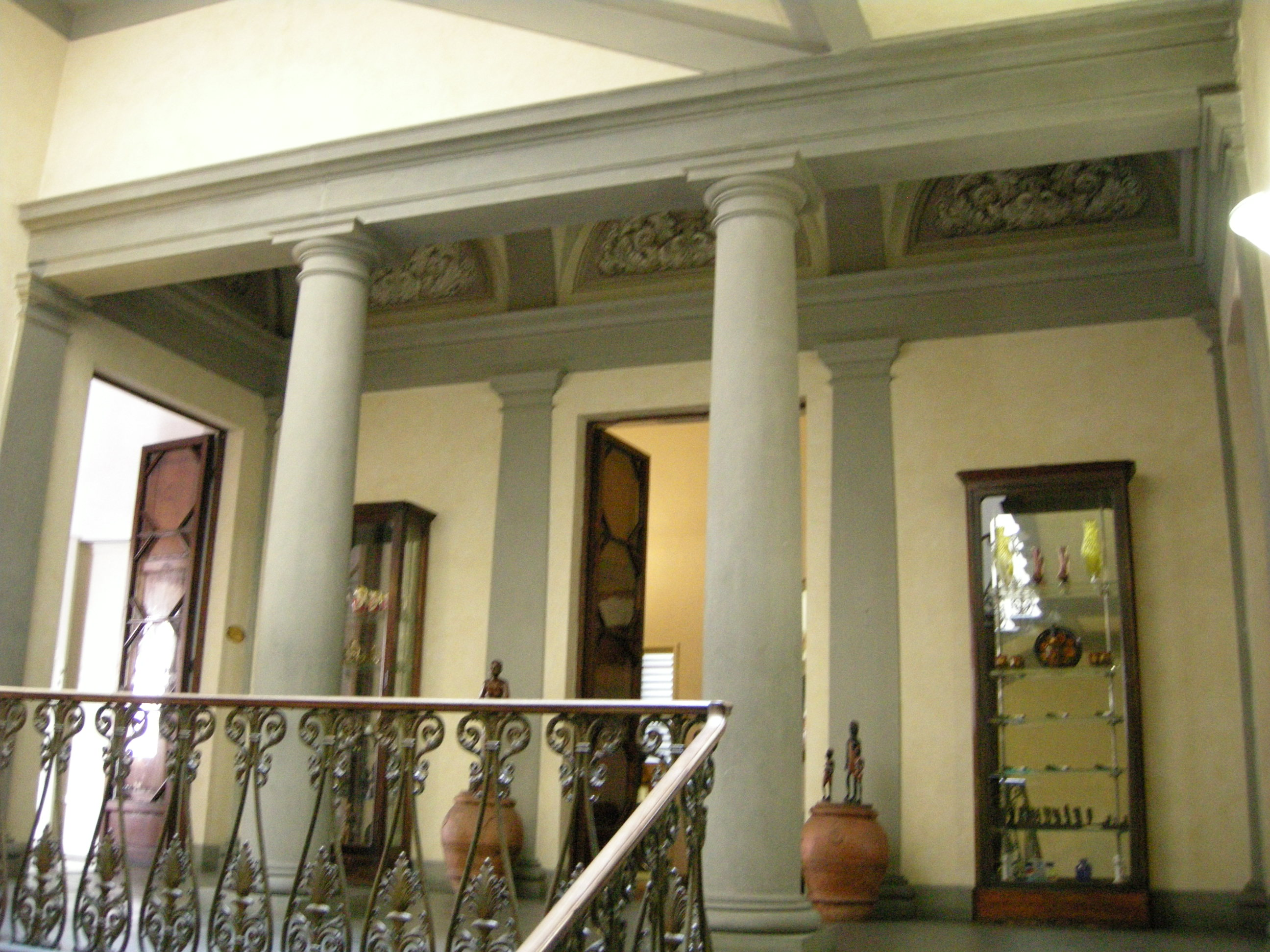
Atrio sullo scalone

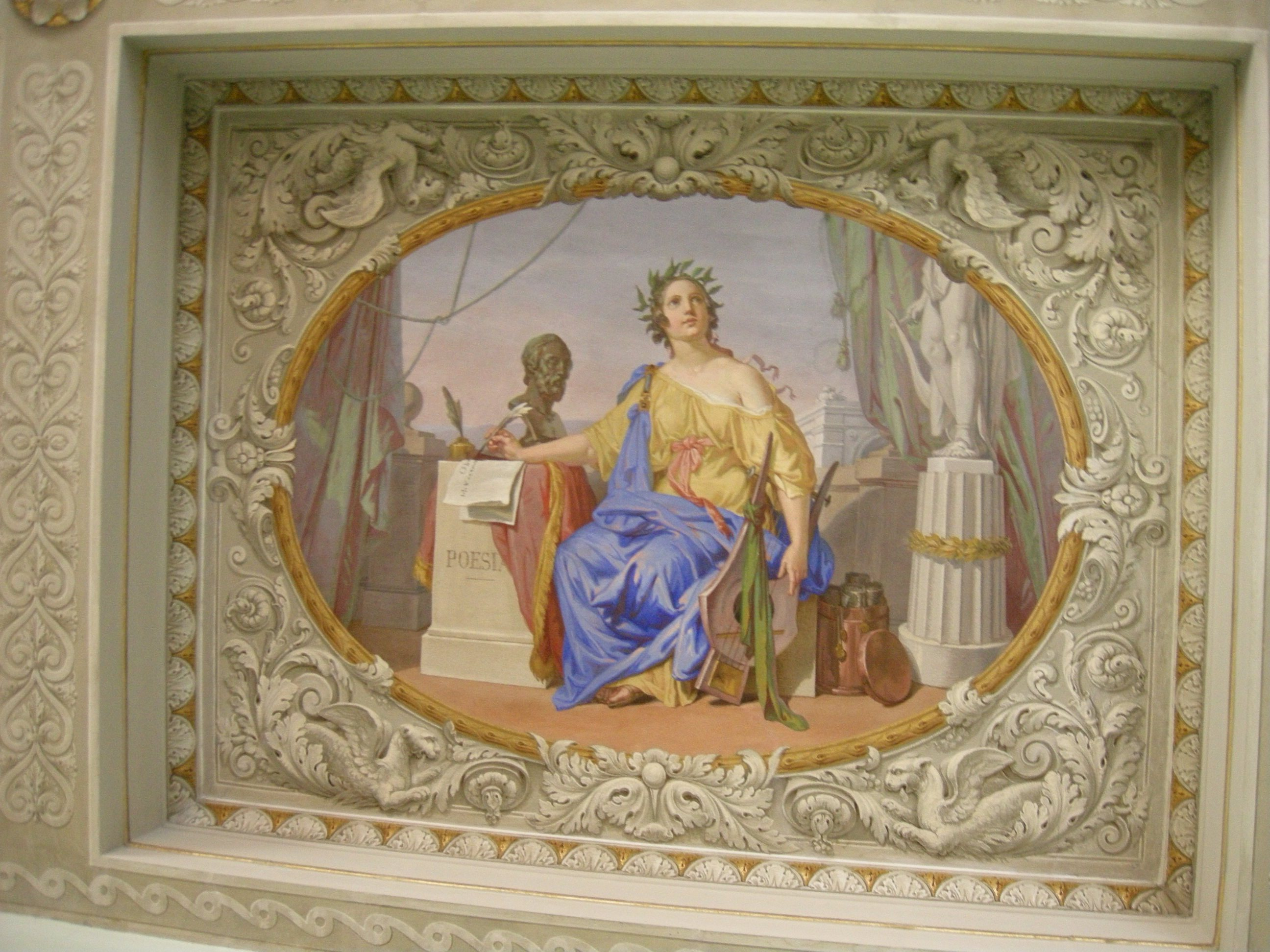
Personificazione della Poesia

Nel 1574 fu comprato dalla coppia Ciro Alidosi e Elmellina Ciancolini, le cui proprietà si estendevano fino all'attuale via del Leone. Essi curarono un restauro e un abbellimento generale del palazzo e del giardino che, come appare nella mappa del Buonsignori (1584) era all'epoca uno dei giardini privati d'Oltrarno.
Nel 1632, per l'incuria dei proprietari, il palazzo venne messo in vendita al Monte di Pietà, venendo acquistato tre anni dopo dal conte Lorenzo di Gio' del Mastro, condottiero per i Medici. In un registro delle anime della parrocchia di San Frediano del 1672 il palazzo risulta abitato dalla famiglia del marchese Andrea Alamanni. Nel 1786 venne ceduto al cavaliere Andrea de' Rossi di Bergamo, che però lo ridusse a uno stato di semiabbandono.

### I Ginori
Solo nel 1790 venne riscattato da Giuseppe di Lorenzo Ginori, che comprò altre due case su piazza Piattellina permettendo un ingrandimento e una generale riedificazione. A quest'epoca risalgono gli affreschi del piano nobile, lo scalone in pietra con affreschi a monocromo e un lucernario. Il conte arricchì anche il giardino di piante esotiche e rare, secondo il gusto dell'epoca, installandovi, tra l'altro, un gazebo e una Kaffeehaus. Un inventario botanico dell'epoca ricorda la presenza di limoni, aranci del Portogallo, ibiscus, bromeliacee, viole, mughetti, palmizi e varie piante ad alto fusto, tra cui ancora oggi esiste una magnolia settecentesca. In scomparse serre (dette "stufe dislunghe") venivano coltivate le ambite piante di ananasso, una golosa rarità del centro America che veniva di solito regalata agli amici. Inoltre si trovavano nel giardino tre grandi voliere con pavoni e fagiani dorati. L'acqua era convogliata in due vasche a muro e alimentava anche due fontane.
I Ginori però non abitarono il palazzo, preferendo affittarlo a visitatori stranieri. Nel 1814 vi risiedette John Sandford e dal 1827 i signori Craufurd, liberali scozzesi che diedero ospitalità a numerosi patrioti. Qui, l'11 ottobre 1827, nacque Giorgina Craufurd, mogli di Aurelio Saffi, come ricorda una lapide sulla facciata. Tra le ospiti anglosassonici fu anche la celebre Lady Walpole, contessa di Oxford.

### I Pallavicini-Rospigliosi
Nel 1834 il marchese Leopoldo Carlo Ginori-Lisci vendette il complesso al principe don Giulio Cesare Rospigliosi, che l'anno successivo, per questioni di eredità dinastiche, aggiunse al proprio nome quello dei Pallavicini: il doppio stemma è tuttora visibile in facciata.

### L'Istituto religioso

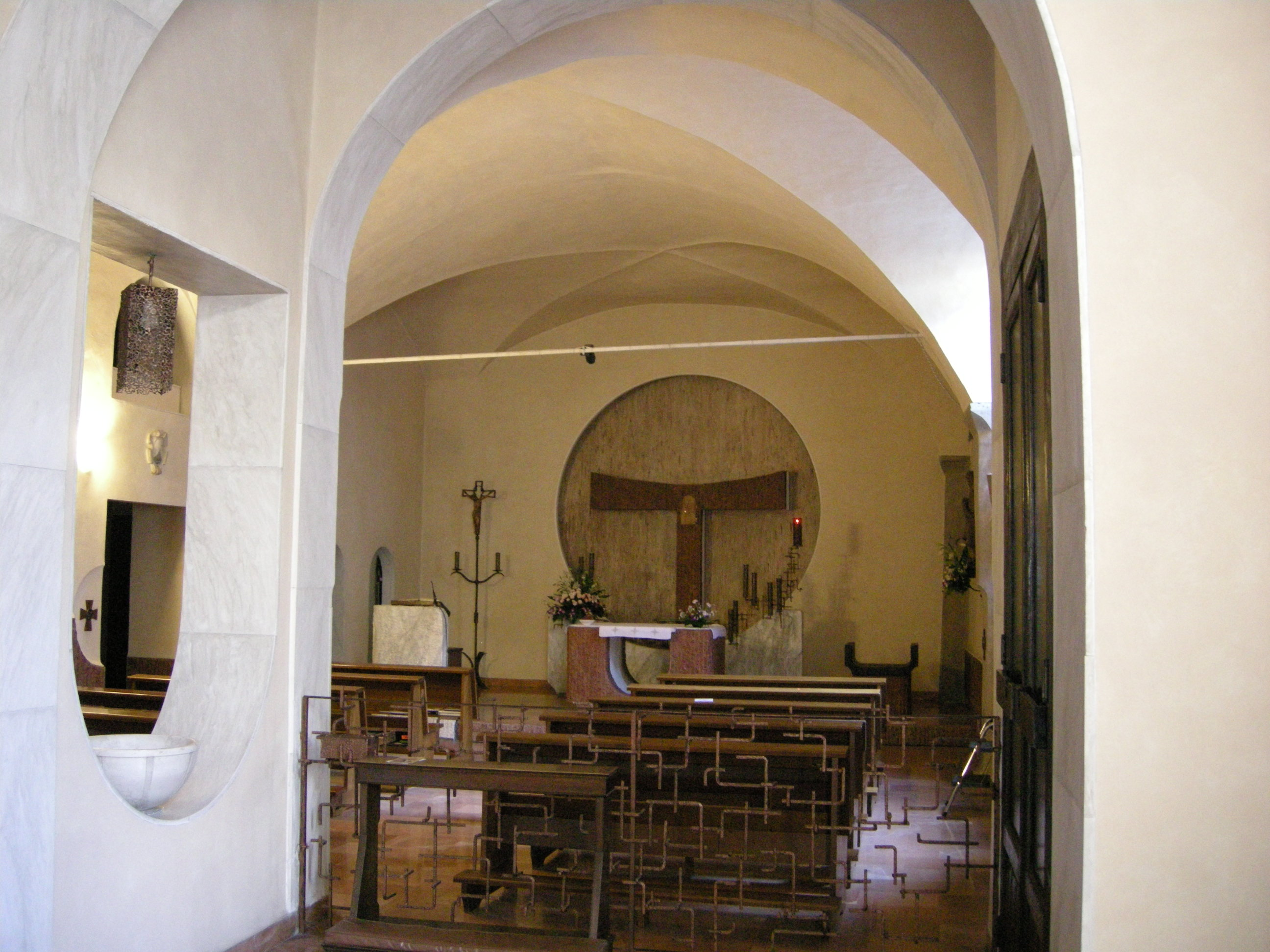
La moderna cappella

Nel 1901 arrivarono nel palazzo, come affittuarie, le Suore Francescane Missionarie di Maria, e nel 1910 fu istituito un pensionato universitario per studentesse, vista la domanda dopo l'apertura di nuove Facoltà all'Università di Firenze. Nel 1915 l'edificio fu destinato a ospedale militare assistito dalle suore coadiuvate da un colonnello medico e dalle crocerossine, richiedendo numerose trasformazioni dell'antica struttura.  Nel 1921 il palazzo fu acquistato dalla società Fribourgeoise che dieci anni dopo, il 28 febbraio 1931, ne fece dono alla Case Madre delle religiose, con sede in Roma.
Nel XX secolo lo scorcio del muro di recinzione del giardino, con il grande portone e gli alberi che spuntano sulla piazza, fu un soggetto amato da Ottone Rosai, che lo ritrasse ben otto volte. L'8 settembre 1943, su richiesta dell'arcivescovo Elia Dalla Costa, il convento fu nascondiglio per madri e bambine ebree, che però vennero prelevate dai nazi-fascisti il 27 novembre: di ottanta donne trenta vennero deportate ad Auschwitz e non fecero mai ritorno. Un bambino di dodici anni fu protetto nonostante le regole del convento non consentano l'accesso ai bimbi maschi: salvatosi, riuscì sessant'anni dopo a far conferire a Suor Ester Busnelli ed alla comunità di religiose la medaglia dei Giusti tra le nazioni.
L'alluvione del 1966 fece vari danni, che richiesero importanti lavori di restauro, al termine dei quali era stata ricavata anche una cappella interna e un ampliamento del Pensionato Universitario. Nel 1995 il pensionato fu chiuso e il palazzo divenne Casa per Ferie per persone bisognose. Un restauro delle facciate e del tetto risale al 1996, mentre la scala e gli affreschi furono aggetto di cure nel 2000.

## Architettura

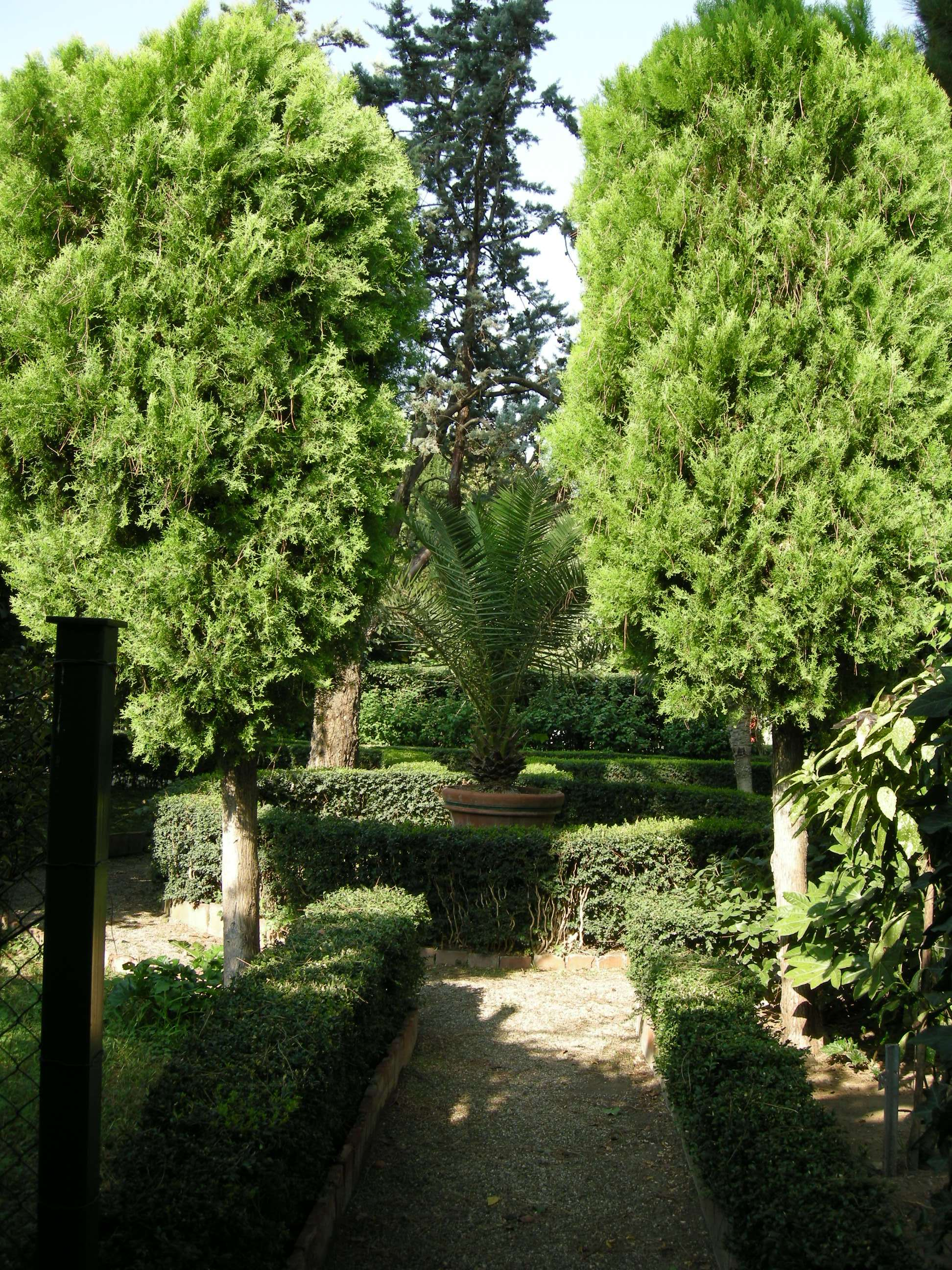
Il giardino

La facciata principale del palazzo, rivolta sulla piazza, è composta da un doppio portale centrale incorniciato dal bugnato e da assi di finestre ai piani superiori. Sulla facciata si trova uno stemma e una targa che ricorda Giorgina Craufurd.
All'interno, nel cortile centrale, è stato ricavato uno scalone, coperto da vetrata, che porta al primo e al secondo piano. Al piano nobile sono presenti alcune sale con decorazioni d'epoca, tra cui spicca un Salone ottocentesco con personificazioni delle Arti nei cassettoni del soffitto.

## Giardino
Il giardino è oggi diviso in quattro riquadri verdi delimitati da siepi di bosso e muretti, separati da due vialetti a croce e quattro passaggi perimetrali. Quello del braccio ovest è coperto da una galleria verde. Degli arredi sette-ottocenteschi resta solo una fontana a muro, ornata da un prospetto dorico-egizio di epoca neoclassica. Tra le specie presenti vi sono piccoli alberi, arbusti e firoi, come oleandri, nespoli, gelsomini e rose. Una grotticina artificiale, nell'angolo nord-est, accoglie oggi un'immagine mariana.